# Grassflat
Grassflat es un lugar designado por el censo ubicado en el condado de Clearfield en el estado estadounidense de Pensilvania. En el año 2010 tenía una población de 511 habitantes.

## Geografía
Grassflat se encuentra ubicado en las coordenadas 41°0′10″N 78°6′22″O / 41.00278, -78.10611.. Según la Oficina del Censo de los Estados Unidos, Grassflat tiene una superficie total de 1,13 mi² (2,9 km²), de la cual 1,13 mi² (2,9 km²) corresponden a tierra firme y 0 mi² (0 km²) es agua.